# Huile essentielle de pamplemousse
L'huile essentielle de pamplemousse est un extrait liquide et aromatique obtenu à partir du zeste du fruit du pamplemoussier (Citrus maxima). Les huiles essentielles de feuille de pamplemoussier et de fleur de pamplemoussier sont également diffusées. Elles sont principalement extraites en Asie du Sud-Est et en Chine, zone quasi exclusive de production de cet agrume. Comme celle des fruits, la variabilité des huiles essentielles de pamplemoussier est importante et démontrée.
L'huile essentielle de l'hybride américain C. paradisi (pomelo en français) ou grapefruit est distincte avec un profil caractérisé par ō-cadinéne (21 %), β-ociméne (13,4 %), nootkatone (10,9 %) et (Z)-carveol (7,9 %). Cette homonymie introduit une confusion permanente et des incohérences: huile essentielle de pamplemousse renvoie souvent à huile essentielle de C. paradisi  voire assimile l'une et l'autre alors que C. maxima largement produit en Asie est ignoré.
Risque de confusion avec l'huile de pépins de pamplemousse ou extrait de pépins de pamplemousse qui n'est pas une huile essentielle.

## Origine
En 1908, J.-P. Durvelle dans sa monographie sur la fabrication des huiles essentielles écrit «L’essence extraite de ce fruit est dénuée de toute importance commerciale. Elle a une densité d’environ 0,860. C’est une essence typique de Citrus, car elle contient une importante proportion de limonène, mais ses constituants n’ont pas encore été étudiés à fond». En 1921, Louis Trabut la mentionne dans L'arboriculture fruitière dans l'Afrique du Nord. En 1923 elle entre dans le Traité de matière médicale alors que l'extraction est développée au Tonkin par un distillateur français, l'extrait de fleur de pamplemousse pour le parfum est mentionné par la suite. Son usage dans les pâtisseries annamites est attesté en 1933. Par la suite l'huile essentielle de grapefruit (C. paradisi), sous produit de l'industrie du jus en Floride devient dominante sur le marché avec un sommet en 1942-46, ce qui fait écrire au Bulletin Agricole du Congo Belge (1959) à propos de l'essence de pamplemousse: «le pamplemousse est souvent confondu avec le grape-fruit (Citrus paradisi MACF), ce qui est une erreur».

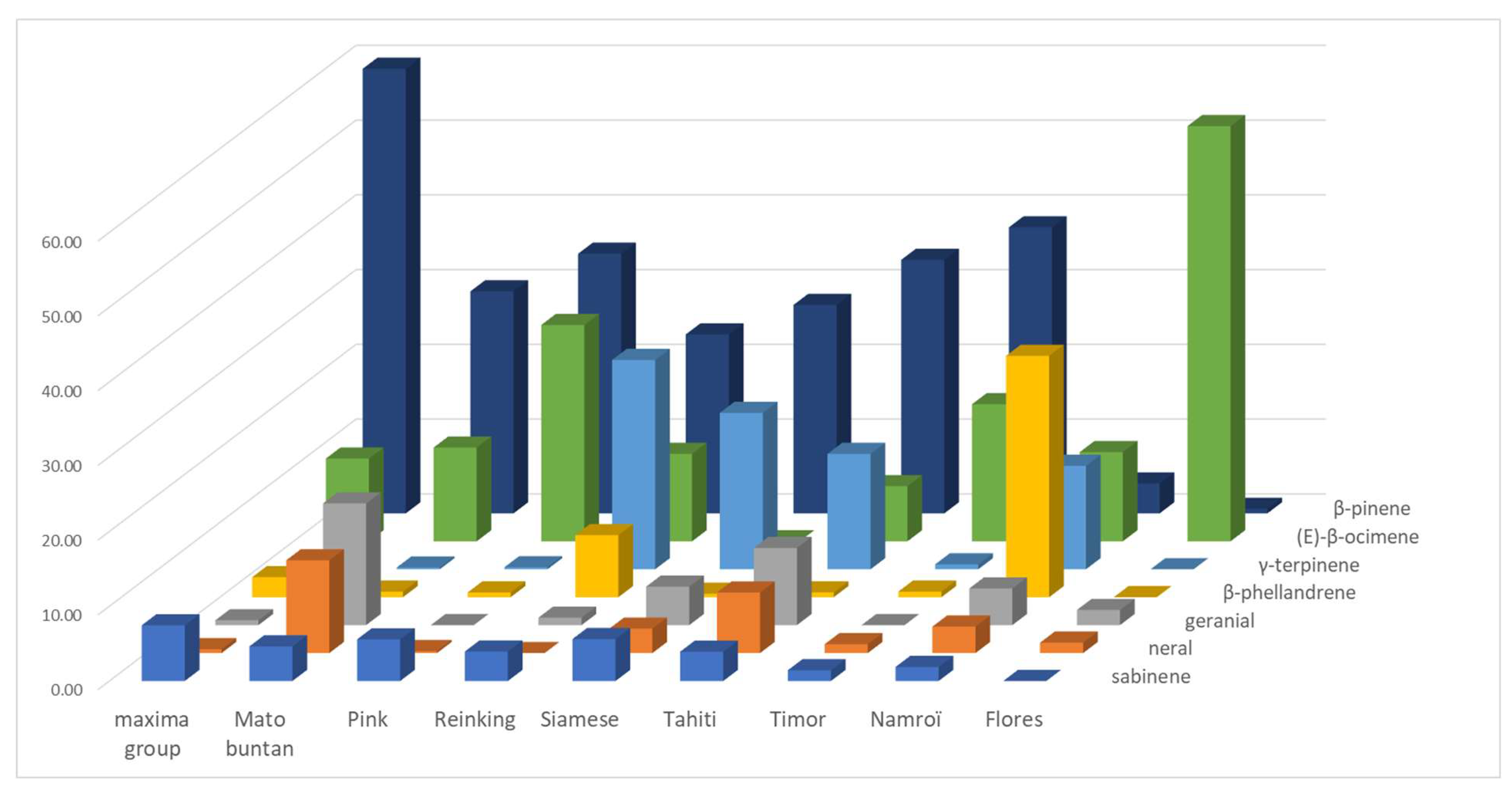
Variation des 7 principaux composés de l'Huile essentielle de divers C. maxima

## Composition
Il est juste de parler d'une famille d'huiles essentielles de pamplemousse tant leurs formules sont diverses. L'analyse comparative de 5 cultivars siciliens (2022) donne une idée de la diversité des composants de l'huile de C. maxima autour de présence nette de D-limonène (32,4 % moyen), de β-pinène (14 % moyen) et d'α-citral (8,5 % moyen). avec des fourchettes de 21,7 à 71 % pour le D-limonène, 1 à 14 % pour l'α-pinène, 2 à 19,6 % pour le β-linalol, de 1 à 6,2 % pour l'α-terpinéol. En Inde, Naduvilthara U. Visakh et al. (2022) donnent la présence de β-sitostérol (18 %), α-sitostérol (12,2 %), stigmastérol (5,2 %). F. Luro et al. (2025) qui travaillent sur 58 accessions incluant des C. paradisi définissent 7 profils sur la base des variations de γ-terpinène, β-pinène, limonène et myrcène (et 9 profils dans les huiles de feuille).
La méthode d'extraction ajoute à la variabilité de la composition, l'hydrodistillation de fruits vietnamien donne jusqu'à 97 % de limonène. L'extraction assistée micro-ondes de l'écorce de pamplemousse (651 W, temps d'extraction était de 43 min) donne le meilleur rendement 1,4 % (le rendement de la feuille est beaucoup plus faible (0,07 %).
L'huile essentielle du fruit est affectée par le stade de maturité, la provenance (celles du nord du Viêt Nam ont une réputation en parfumerie); les huiles essentielles des différentes parties de la plante, la limonine responsable de l'amertume des agrumes est très présente dans la graine. Les cultivars, les conditions de stockage influencent encore la composition.
L'huile essentielle de le feuille est plus riche (42) en composés que celle de fruit (33), elle est aussi plus rare.

## Utilisation
Elle est souvent promue comme apaisante, provoquant une sensation de calme, douce et délicate. 柚子精油 (Yòuzǐ jīngyóu) est le terme chinois, le Japon produit de l'huile essentielle de Kawashi bankan et de Tosa buntan, les huiles essentielles de bampeiyu, 'mato', 'hirado', etc. sont mentionnées. L'Afrique du Sud en produit.

### Conservation
La conservation en récipient clos se fait au froid et en l'absence de lumière, les rayons UV pouvant affecter significativement l'arôme de l'HE de pamplemousse. Elle est sensible à l'oxygène et à la chaleur qui augmentent les oxydes de limonène et la L-carvone et qui en modifient l'arôme.

### Santé
En ethnomédecine indienne les indications sont: sédatif dans les affections nerveuses, toux convulsive, maladies hémorragiques et l'épilepsie. La recherche actuelle inventorie des vertus antioxydante, antimicrobienne, anti-inflammatoire, analgésique, anticancéreuse, antidiabétique, anti-Alzheimer, insecticide, anxiolytique, hépatoprotectrice, antipaludique et anti-obésité.
- L'huile essentielle de feuille du cultivar 'Mato Peiyu', spécialement riche en citronellal et citronellol ( 50,7 à 59,8 % pour l'extraction assistée micro-ondes) présente une forte activité antimicrobienne et anti-inflammatoire qui la destine aux maladies de la peau selon les auteurs[29].
- L'activité antioxydante totale (piégeage des radicaux anions superoxydes et des radicaux libres DPPH) de l'huile essentielle du fruit présente une activité antioxydante élevée[30], en particulier l'huile essentielle pressée à froid[15]. Pour ce qui est du syndrome métabolique les huiles essentielles des cultivars 'Terracciani' et 'Todarii' ont une activité inhibitrice de la lipase plus élevée[15].
- L'huile essentielle du fruit inhibe l'expression des médiateurs inflammatoires et des cytokines pro-inflammatoires, l'α-terpinéol contribue significativement à cette l'activité anti-inflammatoire: réduction des gonflements, de la douleur (démontrée chez le rat[31]) et de la rougeur[32].
- L'huile essentielle d'écorce de Citrus maxima a - chez la souris - de forts effets neuropharmacologiques (anxiété et dépression), via les voies GABA et sérotoninergiques[33].

### Cuisine
En cuisine chinoise: dans la marinade du porc à l'aigre doux.

### Insecticide
L'huile essentielle de C. maxima est un antiparasitaire et antibactérien (contre Staphylococcus aureus et Escherichia coli), un larvicide et un insecticide (contre les moustiques Culex tritaeniorhynchus et Aedes aegypti) qui agit par contact et fumigation.